# Primera División Distrital de Portugal
La Primera División Distrital de Portugal es la quinta liga de fútbol en importancia en el país y es de categoría amateur.

## Formato
La categoría la componen las 20 asociaciones regionales de Portugal, donde en cada una de ellas se juega de manera independiente sobre las otras y con un formato y cantidad de equipos que las mismas asociaciones regionales determinan.
Los 20 equipos campeones de cada una de estas ligas logran el ascenso al Campeonato de Portugal.

## Participantes
Los participantes de las ligas son determinados por cada una de las asociaciones miembro de la Federación Portuguesa de Fútbol, los cuales son:
- Viana do Castelo FA First Division (Liga Distrital) - 16 clubes
- Braga FA Pro-National Division (Liga Distrital) - 18 clubes
- Bragança FA Division of Honour (Liga Distrital) - 14 clubes
- Vila Real FA Division of Honour (Liga Distrital) - 14 clubes
- Porto FA Elite Division (Liga Distrital) - 20 clubes
- Aveiro FA First Division (Liga Distrital) - 18 clubes
- Viseu FA Division of Honour (Liga Distrital) - 16 clubes
- Guarda FA First Division (Liga Distrital) - 14 clubes
- Coimbra FA Division of Honour (Liga Distrital) - 16 clubes
- Leiria FA Division of Honour (Liga Distrital) - 16 clubes
- Castelo Branco FA First Division (Liga Distrital) - 10 clubes
- Portalegre FA First Division (Lia Distrital) - 10 clubes
- Santarém FA First Division (Liga Distrital) - 14 clubes
- Lisbon FA Pró-National Division (Liga Distrital) - 16 clubes
- Setúbal FA First Division (Liga Distrital) - 16 clubes
- Évora FA Elite Division (Liga Distrital) - 12 clubes
- Beja FA First Division (Liga Distrital) - 14 clubes
- Algarve FA First Division (Liga Distrital) - 18 clubes
- Madeira FA First Division (Liga Distrital) - 12 clubes
- Azores League (Liga Regional) - 10 clubes